# گاوین توملین
گاوین توملین (انگلیسی: Gavin Tomlin بازیکن فوتبال اهل بریتانیا است.
از باشگاه‌هایی که در آن بازی کرده‌است می‌توان به باشگاه فوتبال تورکی یونایتد، باشگاه فوتبال گیلینگام، باشگاه فوتبال برنتفورد، باشگاه فوتبال آیلزبری یونایتد، باشگاه فوتبال یئوویل تاون، باشگاه فوتبال ساوتند یونایتد، باشگاه فوتبال سنت آلبنز سیتی، باشگاه فوتبال داگنم و ردبریج، باشگاه فوتبال کراولی تاون، باشگاه فوتبال پورت ویل، و باشگاه فوتبال استاینز تاون اشاره کرد.